# Polyblastus bicingulatus
Polyblastus bicingulatus är en stekelart som beskrevs av Joseph Kriechbaumer 1898. Polyblastus bicingulatus ingår i släktet Polyblastus och familjen brokparasitsteklar. Inga underarter finns listade i Catalogue of Life.